# Еринджа
Еринджа (груз. ერინჯა, арм. Էրինջա) — село в Грузии, на территории Ахалкалакского муниципалитета края (мхаре) Самцхе-Джавахети.

## География
Село находится в южной части Грузии, в пределах Ахалкалакского плоскогорья, на правом берегу реки Кодало (правый приток Куры), на расстоянии приблизительно 19 километров (по прямой) к юго-западу от города Ахалкалаки, административного центра муниципалитета. Абсолютная высота — 1807 метров над уровнем моря.

## Население
По результатам официальной переписи населения 2014 года, в Ериндже проживало 50 человек (27 мужчин и 23 женщины). В национальной структуре населения армяне составляли 100 %.
| Год  | Население, человек |
| ---- | ------------------ |
| 2002 | 63                 |
| 2014 | ↘ 50               |